# Antippe
Nella mitologia greca,  Antippe  era il nome di una ragazza sventurata di cui si racconta nel mito.

## Il mito
Antippe viveva tranquillamente nella Caonia. Lei era giovane, di nobili origini ed era bella, riuscì ad incontrare nel regno un ragazzo ma costui era di umili origini, Antippe ben sapeva che i suoi genitori non avrebbero mai permesso tale unione. La ragazza comunque non smise di vedere il giovane e lo incontrava in gran segreto in un bosco sacro che si trovava li vicino. Una di quelle sere furono disturbati da dei rumori sospetti, subito i due si nascosero in tutto quel fogliame, il ragazzo che stava correndo in quel bosco si  chiamava Cichiro e stava dando la caccia a degli animali. Vedendo le foglie muoversi penso che si trattasse di una preda e così uccise Antippe.

### Fonti
- Partenio, passioni d'amore 32

### Moderna
- Luisa Biondetti, Dizionario di mitologia classica, Milano, Baldini&Castoldi, 1999, ISBN 88-8089-725-X.
- Pierre Grimal, Enciclopedia della mitologia 2ª edizione, Brescia, Garzanti, 2005, ISBN 88-11-50482-1. Traduzione di Pier Antonio Borgheggiani